# ميغيل ماريا لاسا
ميغيل ماريا لاسا (بالإسبانية: Miguel Mari Lasa)‏ ولد بتاريخ 2 نوفمبر 1947 في أويارثون، هو دراج إسباني سابق في صنف سباق الدراجات على الطريق. سبق أن شارك في دورة الألعاب الأولمبية الصيفية.

## سجل النتائج

### سباقات أو مراحل فاز بها
- طواف فرنسا
- طواف إسبانيا
- طواف إيطاليا

## وصلات خارجية
- الموقع الرسمي

## روابط خارجية
- ميغيل ماريا لاسا على موقع أرشيف الدراجات (الإنجليزية)
- ميغيل ماريا لاسا على موقع إحصائيات الدراجات الإحترافية (الإنجليزية)
- ميغيل ماريا لاسا على موقع CycleBase (الإنجليزية)
- ميغيل ماريا لاسا على موقع أوليمبيديا (الإنجليزية)